# Соседно (Псковский район)
Соседно — деревня в Псковского района Псковской области России. Входит в состав Карамышевской волости.  

## География
Расположена в 19 км к востоку от села Карамышево и в 56 км к востоку от центра города Пскова.

## История
До 1 января 2010 года деревня входила в состав ныне упразднённой Большезагорской волости.

## Население
| 2001 | 2002 | 2010 |
| ---- | ---- | ---- |
| 11   | ↘5   | ↘0   |

## Инфраструктура
Личное подсобное хозяйство с зоной сельскохозяйственного использования, индивидуальная застройка усадебного типа.

## Транспорт
Просёлочные дороги.